# Rhene jelskii
Rhene jelskii är en spindelart som först beskrevs av Władysław Taczanowski 1871.  Rhene jelskii ingår i släktet Rhene och familjen hoppspindlar. Inga underarter finns listade i Catalogue of Life.